# Blanka Vas
Blanka Kata Vas (Boedapest, 3 september 2001) is een Hongaars veldrijdster, mountainbikester en wegwielrenster.
Voor 2021 reed zij onder andere voor het Belgische team Doltcini-Van Eyck Sport.
Vas behaalde vierde plaatsen op de Olympische Spelen van Tokio (2021) in het mountainbiken, het WK op de weg in Leuven (2021) en de Olympische wegrit van Parijs (2024). Ze won ritten in de Giro (2023) en de Tour (2024) en werd in 2023 wereldkampioene op de weg bij de beloften. In het veldrijden won ze de wereldbeker van Overijse (2021) en werd ze vice-Europees kampioene (2021).

## Biografie
Blanka Vas werd geboren in Boedapest. Ze verblijft vaak in het nabijgelegen Slowakije, waar haar vriend Miki Szabo vandaan komt.
Blanka is haar voornaam, Kata is haar tweede voornaam en Vas haar familienaam. In het Hongaars wordt dit omgekeerd geschreven, als Vas Kata Blanka.

### Jeugd
Vas erfde de wielermicrobe van haar vader, die vaak mountainbikemarathons reed. Sinds jonge leeftijd ging ze met haar ouders op fietsvakantie.
In 2018 werd Vas vijfde op de Olympische Jeugdspelen.
Op haar zestiende tekende ze een contract voor de Belgische ploeg Doltcini-Van Eyck Sport. 
In 2019 toonde Vas zich als juniore tussen de profs met sterke resultaten in de GP Antalya (11e) en in de twee wedstrijden van de Hongaarse V4 series die ze reed (10e en 6e). Ze werd nationaal kampioene op de weg bij de profs en tweede in de tijdrit op 3 seconden. Op het WK werd ze 7e in een sprint die ontregeld werd door een valpartij.
Als tweedejaarsjuniore werd ze nationaal kampioene veldrijden bij de elite. In Tsjechische en Slovaakse crossen lukte het haar om in de top 10 te eindigen. Ze eindigde haar seizoen met een eerste WK-selectie, waar ze 12e werd tussen de beloften, aangezien er pas het jaar nadien (toen Vas geen juniore meer was) een junioren-WK kwam.
Vas liet voor het eerst van zich zien als eerstejaarsbelofte. Behalve het Hongaars kampioenschap kon ze nog niet winnen, maar ze reed vrij constant vooraan. Ze behaalde verschillende top 10-plaatsen in sterk bezette veldritten, vooral op zware parcoursen zoals op de Koppenberg, Overijse en Baal. Ze behaalde podiumplaatsen in Ternitz, Podbrezova, Topolcianky, Essen en Sint-Niklaas. Na een 8e plek op het EK bij de beloften werd ze vicewereldkampioene, op 27 seconden van de Franse Marion Norbert Riberole. 
Op de weg mocht ze voor het eerst van internationale elitewedstrijden proeven. Ze werd 3e in het jongerenklassement van de Ronde van Valencia met een 25e plek in de openingsrit als beste resultaat. In de Classica Navarra werd ze 15e. Net als het jaar ervoor werd ze Hongaars kampioene op de weg en kwam ze een paar seconden tekort om de titel tegen de klok te veroveren. Vas liet zich opmerken in de 1.2. wedstrijden Trophée des Grimpeuses en de GP d'Isbergues. In die eerste wedstrijd eindigde ze als 5e in een kopgroep van 5. In de GP d'Isbergues sprintte ze naar plek 7 in de massaspurt. Op het EK bij de beloften in Frankrijk sprintte ze naar plaats 6. Op haar eerste elite-WK werd ze 54e (9e belofte).
Daarna was het terug tijd voor veldrijden. Daar eindigde ze als tweedejaarsbelofte eindigde Vas slechts twee keer buiten de top 10. Ze begon het seizoen met haar twee eerste profoverwinningen in een internationale cross in Rymarov en Goscieçin. In de wereldbeker behaalde ze onder andere 4e plek in Tabor en twee vijfdeplaatsen in Namen en Hulst. Het grote publiek leerde haar voor het eerst kennen toen Vas de veldritten van Bredene en Gullegem won, op vier dagen van elkaar. Ze werd vice-Europees kampioene, 8 seconden na Puck Pieterse en hoewel Vas moeite heeft met rijden in zand werd ze 3e op het WK in Oostende, 9 seconden na Fem van Empel.

### SD Worx-Protime
Op 1 juni 2021 ging Vas aan de slag als renster van Team SD Worx. Dit werd het jaar van haar grote doorbraak.
Op 27 juli 2021 nam ze op 19-jarige leeftijd namens Hongarije deel aan de Olympische Spelen in Tokio; op de mountainbike werd ze vierde, op ruim twee minuten achter winnares Jolanda Neff. Na de Olympische Spelen legde ze zich in de zomer meer toe op de weg.
Op 25 september 2021 tijdens het WK op de weg in Leuven werd ze vierde.
In het veldrijden behaalde ze in Iowa haar eerste wereldbekerpodium.  Op 31 oktober 2021 won ze de Druivencross in Overijse en pakte zo haar eerste wereldbekerwedstrijd. Na ook nog een podiumplaats op de Koppenberg, besloot ze het EK op de VAM-berg bij de profs te gaan rijden. Daar moest ze strijden tegen een sterk Nederlands blok, maar na Lucinda Brand slaagde ze erin om vice-Europees kampioene te worden. Later dat seizoen eindigde ze ook nog op het podium on de wereldbeker van Flamanville. Het WK was door een coronabesmetting een tegenvaller: ze werd pas 17e in Fayetteville.
In het veldrijden begon Vas met 5 overwinningen op zeven crossen (3 wedstrijden van de Toi Toi cup, de Kermiscross van Ardooie en de Nacht van Woerden). Op het EK in Namen werd ze 3e. Behalve een vijfde opeenvolgende Hongaarse titel lukte het haar niet om na oktober nog te winnen, maar ze bleef een vaste waarde in de top 10.
In 2023 brak ze door op de weg. Na eerder 2 top 5 plaatsen in de sprints in de Vuelta, won ze de openingsrit van de Ronde van Zwitserland.  Na nog een vierde plek in rit 3 eindigde ze 2e in het puntenklassement. Na een dubbele Hongaarse titel (weg en tijdrit) won ze rit 8 van de Giro. In Glasgow werd een sterk jaar beloond met de wereldtitel bij de beloften en een 11e plek tussen de elite.
Haar vorm trok ze door met een overwinning in haar eerste wedstrijd van het veldritseizoen 2023-2024, de Grote Prijs Oisterwijk. Helaas brak ze daarna bij een valpartij tijdens een training haar sleutelbeen. Ruim een maand later keerde ze terug in het veld. Vas kende een iets moeilijker seizoen, maar leek net op tijd klaar voor het WK. In de laatste wereldbekermanche in Hoogerheide werd ze nipt geklopt door Fem van Empel. Het WK zou doorgaan in Tabor, wat voor haar een beetje als een thuis-WK aanvoelde. Helaas kon ze door ziekte niet starten.
Ze begon op de weg met een 5e plek in de Volta NXT Classic, maar reed in de klassiekers in april vooral in dienst. In de Vuelta kreeg ze wel haar kansen in de sprintritten, waar ze tweede en vierde werd. In Itzulia trok ze in de slotrit in de aanval. Ze eindigde 17e in die rit en werd 4e in het bergklassement. Na een nieuwe Hongaarse titel ging ze naar de Giro, zonder persoonlijk succes. Vas haar hoogtepunten van 2024 beleefde ze in Frankrijk. Op de Olympische Spelen in Parijs in 2024 trok ze in de aanval met Marianne Vos. In het slot werden ze bijgehaald door Lotte Kopecky en latere kampioene Kristen Faulkner. Samen met Vos en Kopecky spurtte ze om zilver, maar helaas eindigde ze nipt als vierde. Daarna volgde de Tour, waar ze in dienst van sprintster Lorena Wiebes reed. Wiebes raakte echter het spoor van Vas kwijt, waardoor Vas in de eerste rit 10e werd. In de tweede rit loodste Vas haar kopvrouw naar plek 2. Het hoogtepunt kwam er in rit 5. Vas raakte voorop in een groepje na een valpartij en versloeg er Niewiadoma, Lippert en Faulkner in de sprint, waardoor ze haar eerste Tourrit won. Ze eindigde 5e in het puntenklassement. Na de Tour werd ze 8e op het vlakke EK in Hasselt en 10 op het loodzware WK in in Zolder en 10 op het zware WK in Zürich, wat haar veelzijdigheid bewees.
In het veldritseizoen eindigde Vas geen enkele keer uit de top 10. Ze reed steeds constant tussen plek 4 en 6, met een podiumplek in de wereldbeker van Besançon als voorlopig hoogtepunt.

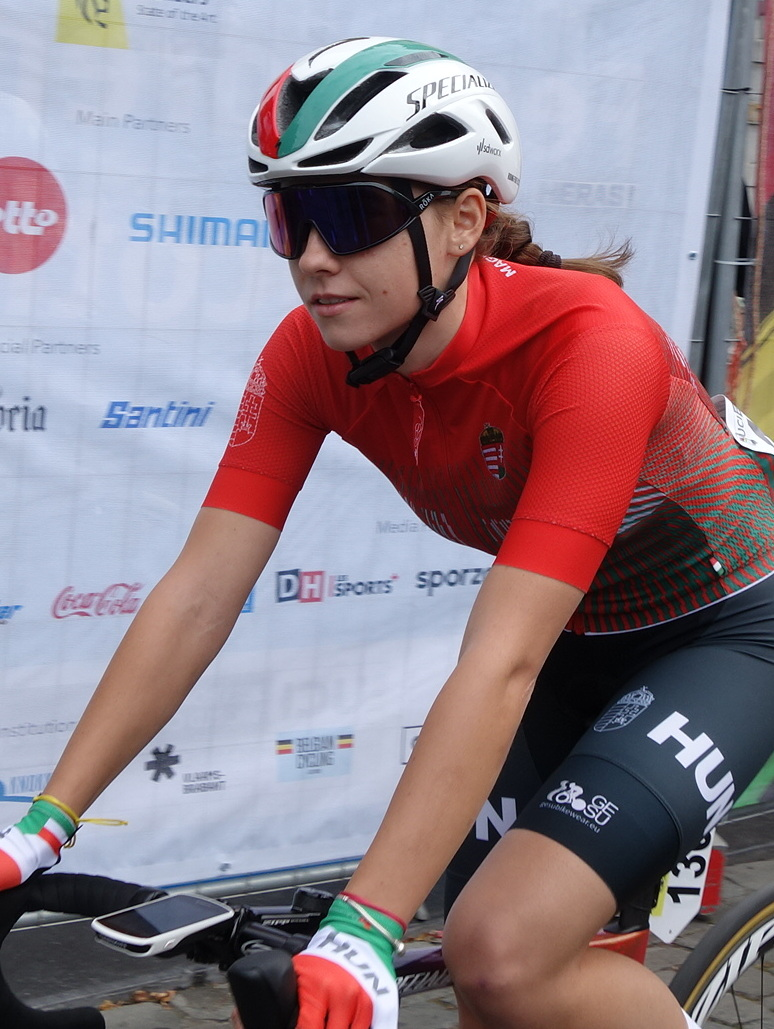
Vas voor de start van het WK in Leuven (2021)

## Palmares

### Mountainbiken

#### Overwinningen
| Seizoen  | Wereldbeker | OS       | WK       | EK       | HK          | Overige                   | Totaal aantal zeges |
| Junioren | Junioren    | Junioren | Junioren | Junioren | Junioren    | Junioren                  | Junioren            |
| -------- | ----------- | -------- | -------- | -------- | ----------- | ------------------------- | ------------------- |
| 2018     |             | NVT      | 40e      | 18e      | Zilver      | Csömör, Zalaegerszeg      | 2                   |
| 2019     |             | NVT      | 4e       | 4e       | Goud        | Nagykanizsa, Zalaegerszeg | 3                   |
| Beloften |             |          |          |          |             |                           |                     |
| 2020     |             | NVT      | ↑        | DNS      | Goud        |                           | 1                   |
| 2021     |             | NVT      | 5e       | DNS      | Goud        |                           | 1                   |
| Elite    |             |          |          |          |             |                           |                     |
| 2020     |             | NVT      | NVT      | NVT      | Goud        | Törökbálint               | 2                   |
| 2021     |             | 4e       | NVT      | NVT      | Goud        | Zadov                     | 2                   |
|          |             |          |          |          |             |                           |                     |
| 2023     |             | NVT      | NVT      | NVT      | Goud · Goud | Csömör                    | 3                   |
|          |             |          |          |          |             |                           |                     |
| Totaal   | 0           | 0        | 0        | 0        | 4           | 3                         | 7                   |

### Veldrijden

#### Resultatentabel elite
| Seizoen   |     | WK | EK | HK  |     | Klassementen | Klassementen | Klassementen | Klassementen |       | UCI- ranking |    | Podia | Podia | Podia | Aantal crossen |
| Seizoen   | WB  | WK | EK | HK  | SP  | Trofee       | TOI TOI      | Goud         | Zilver       | Brons | UCI- ranking |    |       |       |       | Aantal crossen |
| --------- | --- | -- | -- | --- | --- | ------------ | ------------ | ------------ | ------------ | ----- | ------------ | -- | ----- | ----- | ----- | -------------- |
| 2017-2018 |     | –  | –  | ↑   |     | 120e         | –            | 74e          | –            |       | 110e         |    | –     | 2     | –     | 9              |
| 2018-2019 | –   | –  | ↑  | 77e | –   | 70e          | 23e          | 57e          | 1            | 1     | –            | 9  |       |       |       |                |
| 2019-2020 | –   | –  | ↑  | 85e | 21e | 14e          | –            | 31e          | 1            | 3     | 2            | 19 |       |       |       |                |
| 2020-2021 | –   | –  | ↑  | 5e  | 22e | 20e          | 24e          | 10e          | 5            | –     | –            | 17 |       |       |       |                |
| 2021-2022 | 17e | ↑  | ↑  | 8e  | 20e | 13e          | –            | 10e          | 2            | 1     | 3            | 16 |       |       |       |                |
| 2022-2023 | 11e | ↑  | ↑  | 13e | 13e | 28e          | 17e          | 10e          | 6            | 1     | 1            | 16 |       |       |       |                |
| 2023-2024 | –   | –  | –  | 14e | 16e | 20e          | –            | 24e          | 1            | 1     | –            | 13 |       |       |       |                |
| 2024-2025 | 5e  | –  | –  | ↑   | 24e | 23e          | –            | 5e           | 1            | 1     | 1            | 15 |       |       |       |                |
| Totaal    |     | –  | –  | 5   |     | –            | –            | –            | –            |       | –            |    | 17    | 10    | 7     | 114            |

#### Podiumplaatsen elite
| Legenda                       |
| ----------------------------- |
| Wereldkampioenschappen        |
| Continentale kampioenschappen |
| Nationale kampioenschappen    |
| Wereldbeker                   |
| Superprestige                 |
| Trofee                        |
| Overige veldritten            |

| Nr.           | Seizoen       | Datum             | Veldrit                                 | Cat.          | Wedstrijdserie                  |               |
| Overwinningen | Overwinningen | Overwinningen     | Overwinningen                           | Overwinningen | Overwinningen                   | Overwinningen |
| ------------- | ------------- | ----------------- | --------------------------------------- | ------------- | ------------------------------- | ------------- |
| 1.            | 2018-2019     | 13 januari 2019   | Hongaars kampioenschap, Miskolc         | CN            | Hongaarse kampioenschappen (#1) |               |
| 2.            | 2019-2020     | 12 januari 2020   | Hongaars kampioenschap, Kecskemét       | CN            | Hongaarse kampioenschappen (#2) |               |
| 3.            | 2020-2021     | 17 november 2020  | TOI TOI Cup Rýmařov, Rýmařov            | C2            | TOI TOI Cup (#1)                |               |
| 4.            | 2020-2021     | 22 november 2020  | Bryksy Cross Gościęcin, Gościencin      | C2            | Overige (#1)                    |               |
| 5.            | 2020-2021     | 30 december 2020  | Versluys Cyclocross, Bredene            | C2            | Ethias Cross                    |               |
| 6.            | 2020-2021     | 2 januari 2021    | Cyclocross Gullegem, Gullegem           | C2            | Overige (#2)                    |               |
| 7.            | 2020-2021     | 10 januari 2021   | Hongaars kampioenschap, Miskolc         | CN            | Hongaarse kampioenschappen (#3) |               |
| 8.            | 2021-2022     | 31 oktober 2021   | Druivencross, Overijse                  | CDM           | Wereldbeker (#1)                |               |
| 9.            | 2021-2022     | 9 januari 2022    | Hongaars kampioenschap, Boedapest       | CN            | Hongaarse kampioenschappen (#4) |               |
| 10.           | 2022-2023     | 28 september 2022 | Toi Toi Cup Holé Vrchy, Holé Vrchy      | C2            | TOI TOI Cup (#2)                |               |
| 11.           | 2022-2023     | 1 oktober 2022    | Toi Toi Cup Hlinsko, Hlinsko            | C2            | TOI TOI Cup (#3)                |               |
| 12.           | 2022-2023     | 8 oktober 2022    | Toi Toi Cup Jičín Jičín                 | C2            | TOI TOI Cup (#4)                |               |
| 13.           | 2022-2023     | 20 oktober 2022   | Kermiscross, Ardooie                    | C2            | Overige (#3)                    |               |
| 14.           | 2022-2023     | 26 oktober 2022   | Nacht van Woerden, Woerden              | C2            | Overige (#4)                    |               |
| 15.           | 2022-2023     | 15 januari 2023   | Hongaars kampioenschap                  | CN            | Hongaarse kampioenschappen (#5) |               |
| 16.           | 2023-2024     | 15 oktober 2023   | GP Oisterwijk, Oisterwijk               | C2            | Overige (#5)                    | [ 5 ]         |
| 17.           | 2024-2025     | 25 januari 2025   | Cyclocross Maasmechelen, Maasmechelen   | CDM           | Wereldbeker (#2)                | [ 6 ]         |
| 2e plaatsen   |               |                   |                                         |               |                                 |               |
| 1.            | 2017-2018     | 28 oktober 2017   | GP Dolná Krupa, Dolná Krupá             | C2            | Overige (#1)                    |               |
| 2.            | 2017-2018     | 14 januari 2018   | Hongaars kampioenschap, Boedapest       | CN            | Hongaarse kampioenschappen      |               |
| 3.            | 2018-2019     | 29 september 2018 | Grand Prix Poprad, Poprad               | C1            | Overige (#2)                    |               |
| 4.            | 2019-2020     | 20 oktober 2019   | Tage des Querfeldeinsports, Ternitz     | C2            | Overige (#3)                    |               |
| 5.            | 2019-2020     | 27 oktober 2019   | Grand Prix Topolcianky, Topoľčianky     | C1            | Overige (#4)                    |               |
| 6.            | 2019-2020     | 7 december 2019   | Cyclocross Essen, Essen                 | C1            | Ethias Cross                    |               |
| 7.            | 2021-2022     | 6 november 2021   | Europees kampioenschap, VAM-berg        | CC            | Europese kampioenschappen       |               |
| 8.            | 2022-2023     | 16 oktober 2022   | GP Oisterwijk, Oisterwijk               | C2            | Overige (#5)                    |               |
| 9.            | 2023-2024     | 28 januari 2024   | GP Adrie van der Poel, Hoogerheide (#1) | CDM           | Wereldbeker (#1)                | [ 7 ]         |
| 10            | 2024-2025     | 26 januari 2025   | GP Adrie van der Poel, Hoogerheide (#2) | CDM           | Wereldbeker (#2)                | [ 8 ]         |
| 3e plaatsen   |               |                   |                                         |               |                                 |               |
| 1.            | 2019-2020     | 26 oktober 2019   | Grand Prix Podbrezová, Podbrezová       | C1            | Overige                         |               |
| 2.            | 2019-2020     | 21 december 2019  | Waaslandcross, Sint-Niklaas             | C2            | Soudal Classics                 |               |
| 3.            | 2021-2022     | 17 oktober 2021   | Jingle Cross, Iowa City                 | CDM           | Wereldbeker (#1)                |               |
| 4.            | 2021-2022     | 1 november 2021   | Koppenbergcross, Oudenaarde             | C1            | X²O Badkamers Trofee            |               |
| 5.            | 2021-2022     | 16 januari 2021   | Wereldbeker Flamanville, Flamanville    | CDM           | Wereldbeker (#2)                |               |
| 6.            | 2022-2023     | 5 november 2022   | Europees kampioenschap, Namen           | CC            | Europese kampioenschappen       |               |
| 7.            | 2024-2025     | 29 december 2024  | Wereldbeker Besançon, Besançon          | CDM           | Wereldbeker (#3)                | [ 9 ]         |

#### Resultatentabel beloften
| Seizoen    |             | WK | EK  |               | Klassementen | Klassementen |       | Podia | Podia | Podia | Aantal crossen |
| Seizoen    | Wereldbeker | WK | EK  | Superprestige | Goud         | Zilver       | Brons |       |       |       | Aantal crossen |
| ---------- | ----------- | -- | --- | ------------- | ------------ | ------------ | ----- | ----- | ----- | ----- | -------------- |
| 2017-2018  |             | –  | 17e |               | –            | –            |       | –     | –     | –     | 1              |
| 2018-2019  | 12e         | –  | –   | –             | –            | –            | –     | 1     |       |       |                |
| 2019-2020  | ↑           | 8e | –   | 12e           | –            | 1            | –     | 2     |       |       |                |
| 2020-2021  | ↑           | ↑  | ↑   |               | –            | 1            | 1     | 2     |       |       |                |
| 2021-2022* | –           | –  | –   | –             | –            | –            | –     |       |       |       |                |
| 2022-2023* | –           | –  | –   | –             | –            | –            | –     | –     |       |       |                |
| Totaal     |             | –  | –   |               | 1            | –            |       | –     | 2     | 1     | 6              |

* Kata Blanka Vas besloot om tijdens het Europees kampioenschap van 2021 uit te komen in de elite categorie. Daarmee mocht ze vanaf dat moment niet meer uitkomen in de beloftencategorie, terwijl ze in principe t/m het seizoen 2022/2023 nog mocht uitkomen bij de beloften.

#### Podiumplaatsen beloften
| Nr.         | Seizoen     | Datum           | Veldrit                          | Cat.        | Wedstrijdserie            |
| 2e plaatsen | 2e plaatsen | 2e plaatsen     | 2e plaatsen                      | 2e plaatsen | 2e plaatsen               |
| ----------- | ----------- | --------------- | -------------------------------- | ----------- | ------------------------- |
| 1.          | 2019-2020   | 2 februari 2020 | Wereldkampioenschap, Dübendorf   | CM          | Wereldkampioenschappen    |
| 2.          | 2020-2021   | 8 november 2020 | Europees kampioenschap, Rosmalen | CC          | Europese kampioenschappen |
| 3e plaatsen |             |                 |                                  |             |                           |
| 1.          | 2020-2021   | 31 januari 2021 | Wereldkampioenschap, Oostende    | CM          | Wereldkampioenschappen    |

### Wegwielrennen
2019
 Hongaars kampioene op de weg, junioren
2020
 Hongaars kampioene op de weg, elite
2021
 Hongaars kampioene tijdrijden, elite
 Hongaars kampioene op de weg, elite
2022
 Hongaars kampioene tijdrijden, elite
 Hongaars kampioene op de weg, elite
2023
1e etappe Ronde van Zwitserland
 Hongaars kampioene tijdrijden, elite
 Hongaars kampioene op de weg, elite
8e etappe Ronde van Italië
 Wereld kampioene op de weg, beloften
2024
 Hongaars kampioene op de weg, elite
5e etappe Ronde van Frankrijk
2025
 Hongaars kampioene op de weg, elite
3e etappe Ronde van Romandië

#### Resultaten in voornaamste wedstrijden
| Jaar | Ronde van Italië | Ronde van Frankrijk | Ronde van Spanje |
| ---- | ---------------- | ------------------- | ---------------- |
| 2020 |                  |                     |                  |
| 2021 |                  |                     | 9e               |
| 2022 | 51e              |                     | 28e              |
| 2023 | 43e (1)          |                     | 75e              |
| 2024 | 41e              | 63e (1)             | 57e              |
| 2025 |                  | 76e                 |                  |

| Jaar | Milaan-San Remo | Ronde van Vlaanderen | Parijs-Roubaix | Amstel Gold Race | Luik-Bast.‑Luik | Brabantse Pijl | Waalse Pijl | Trofeo Alfredo Binda |  | WK op de weg |
| ---- | --------------- | -------------------- | -------------- | ---------------- | --------------- | -------------- | ----------- | -------------------- |  | ------------ |
| 2020 |                 |                      |                |                  |                 |                |             |                      |  | 54e          |
| 2021 |                 |                      |                |                  |                 |                |             |                      |  | 4e           |
| 2022 |                 |                      |                | 24e              | 30e             |                | 40e         |                      |  |              |
| 2023 |                 |                      |                |                  |                 | 36e            |             |                      |  | 11e          |
| 2024 |                 |                      |                | 83e              | 80e             | 86e            | opgave      |                      |  | 10e          |
| 2025 | 27e             | 45e                  | 53e            | 59e              |                 |                |             | ↑                    |  |              |

#### Resultaten in overige rondes
| Jaar | Wielerweek van Valencia | Ronde van het Baskenland | Ronde van Burgos | Festival Elsy Jacobs | Ronde van Zwitserland | Ronde van Scandinavië |
| ---- | ----------------------- | ------------------------ | ---------------- | -------------------- | --------------------- | --------------------- |
| 2020 | 33e                     |                          |                  |                      |                       |                       |
| 2021 |                         |                          |                  |                      |                       |                       |
| 2022 |                         |                          |                  | 15e                  |                       | 18e                   |
| 2023 |                         | 14e                      | 21e              |                      | 33e (1)               |                       |
| 2024 |                         | 42e                      |                  |                      |                       |                       |

(*) tussen haakjes aantal individuele etappeoverwinningen

## Ploegen
- 2020 –  Doltcini-Van Eyck Sport
- 2021 –  Doltcini-Van Eyck-Proximus CT (tot 31 maart)
- 2021 –  Team SD Worx (vanaf 1 juni)
- 2022 –  Team SD Worx
- 2023 –  Team SD Worx
- 2024 –  Team SD Worx-Protime
- 2025 –  Team SD Worx-Protime

Blaak · Cecchini · Fisher-Black · Fournier · Frei(vanaf 8/8) · Kopecky · Majerus · Moolman-Pasio · Pieters · Reusser · Shackley · Uneken · Vas · Vollering
Bredewold · van den Broek-Blaak (zwangerschapsverlof) · Cecchini · Fisher-Black · Frei · Guarischi · Kopecky · Majerus · Markus · Reusser · Schreiber (vanaf 1/3) · Shackley · Uneken · Vas · Vollering · Wiebes
Bredewold  · van den Broek-Blaak · Cecchini · Fisher-Black · Gerritse · Guarischi · Kopecky  · Majerus · Markus · Reusser   · Schreiber · Shackley (tot 16/4) · Uneken · Vas  U23 · Vollering · Wiebes
van Belle (vanaf 29/4) · Bredewold · van der Breggen · van den Broek-Blaak (tot 11/2) · Cecchini · Gerritse · Guarischi · Häberlin · Harvey · J. Kopecký · L. Kopecky  · Lach · Markus · Schneider · Schreiber · Schreurs · Vas · Wiebes 